# 창평고등학교
창평고등학교(昌平高等學校)는 대한민국 전라남도 담양군 창평면 창평리에 있는 사립 고등학교이다.

## 학교 연혁
- 1979년 4월 16일 : 학교법인 월강학원 설립 (설립자 월강 고일석 선생)
- 1980년 3월 3일 : 초대 교장 고재천 선생 취임
- 1980년 3월 3일 : 월강학원 창평고등학교 개교(1학년 361명 6학급)
- 1980년 8월 5일 : 본관 32교실 준공(연건평 3,574m2)
- 1983년 12월 29일 : 휴게실 1동 준공 (연건평 1,019m2)
- 1983년 12월 29일 : 신관 24교실 준공 (연건평 2,737m2)
- 1988년 5월 4일 : 제2대 이사장 고영두 선생 취임
- 1996년 8월 20일 : 다목적 강당 만덕관 준공 (연건평 2,105m2)
- 1997년 11월 28일 : 여학생용 생활관 준공 (연건평 1,339m2)
- 2002년 1월 31일 : 남학생용 생활관 준공 (연건평 1,564m2)
- 2003년 2월 28일 : 지암관(다목적 건물) 준공(연건평 665.7m2)
- 2011년 5월 17일 : 여학생용 생활관 준공(연건평 1,988.42m2)
- 2017년 1월 16일 : 남학생용 생활관 준공(연건평 1,251.09m2)
- 2020년 9월 11일 : 급식실 준공(연건평 663.325m2)
- 2024년 9월 1일 : 제9대 교장 김영수 선생 취임
- 2025년 1월 24일 : 제43회 졸업(176명) 총 졸업생수(16,548명) (남 8,492명, 여 8,056명)
- 2025년 3월 4일 : 제46회 입학식(총 27학급 편성)

## 참고 자료
- 창평고등학교 - 한국교육학술정보원 학교알리미